# Gardesmanegen
Gardesmanegen (finska: Kaartin maneesi) på Kaserngatan 15 i stadsdelen Gardesstaden i Helsingfors, är ett tidigare ridhus, som byggdes 1875–1877 som övningsplats för Finska gardet. Byggnaden ägs av staten och förvaltas av Senatfastigheter. 
Gardesmanegen är en tegelbyggnad med sadeltak, ritad av arkitekten Hampus Dalström (1829–1882), och var ursprungligen ett enplanshus. Den norska ingenjören Endre Lekve anses ha haft en nyckelroll vad gäller den avancerade takkonstruktionen av furubalkar. Enligt vissa källor skulle taket ha byggts av ek, men det finns inga belägg för detta i byggnadens dokumentation. Det enda träslaget som omnämns är furu. Det bästa beviset för att det ursprungliga takmaterialet var furu är takkonstruktionens bevarade delar högst upp på vinden.  Takbeklädnaden är av plåt.
Arkitekten August Boman 1826–1883 ansvarade för genomförandet av byggprojektet. Arkitekten Ludvig Isak Lindqvists (1874–1882) roll var bland annat att utföra slutbesiktningen. Också arkitekten Evert Lagerspetz (1847-1884) deltog i projektet.
Byggnaden ligger nära Gardeskasernen från 1822, på samma plats låg tidigare ryska arméns mjölmagasin. Underlaget inne i ridhuset, inklusive dressyrbanan som löpte runt ridhallen, var av sand.
Byggnaden fungerade som utställnings-, mäss- och möteshall från början av 1900-talet och ända fram till 1935, då dessa verksamheter flyttades till den nybyggda Mässhallen. Interiören konverterades mellan 1949 och 1952 till en bilhall, och utnyttjades som sådan i många år. För detta ändamål byggdes hallen om till fem våningsplan, inklusive kontorslokaler på vinden och den ursprungliga, uppmärksammade takkonstruktionen av furubalkar revs. Byggnaden har också använts som lagerlokal. Arkitekt för ombyggnaden var Dag Englund (1906-1979).
Ett område på den sida av byggnaden som vetter mot Kaserngatan täcktes över med ett tak. I övrigt är byggnadens exteriör i stort sett intakt.
Byggnaden är sedan den 18 september 1980 skyddad som kulturhistoriskt värdefull. All användning eller ändringar, som riskerar att minska det kulturhistoriska värdet, måste godkännas av Museiverket. Byggnaden står sedan flera år tom. Förhandlingar har ägt rum med flera intressenter, bland andra Lidl och Krigsmuseet, utan att man lyckats komma fram till ett beslut beträffande byggnadens framtid. Det råder också en viss osäkerhet om beslutande instans. Diskussioner pågår mellan Senatfastigheter och Finlands försvarsmakt.